# Sukienka w stylu empire

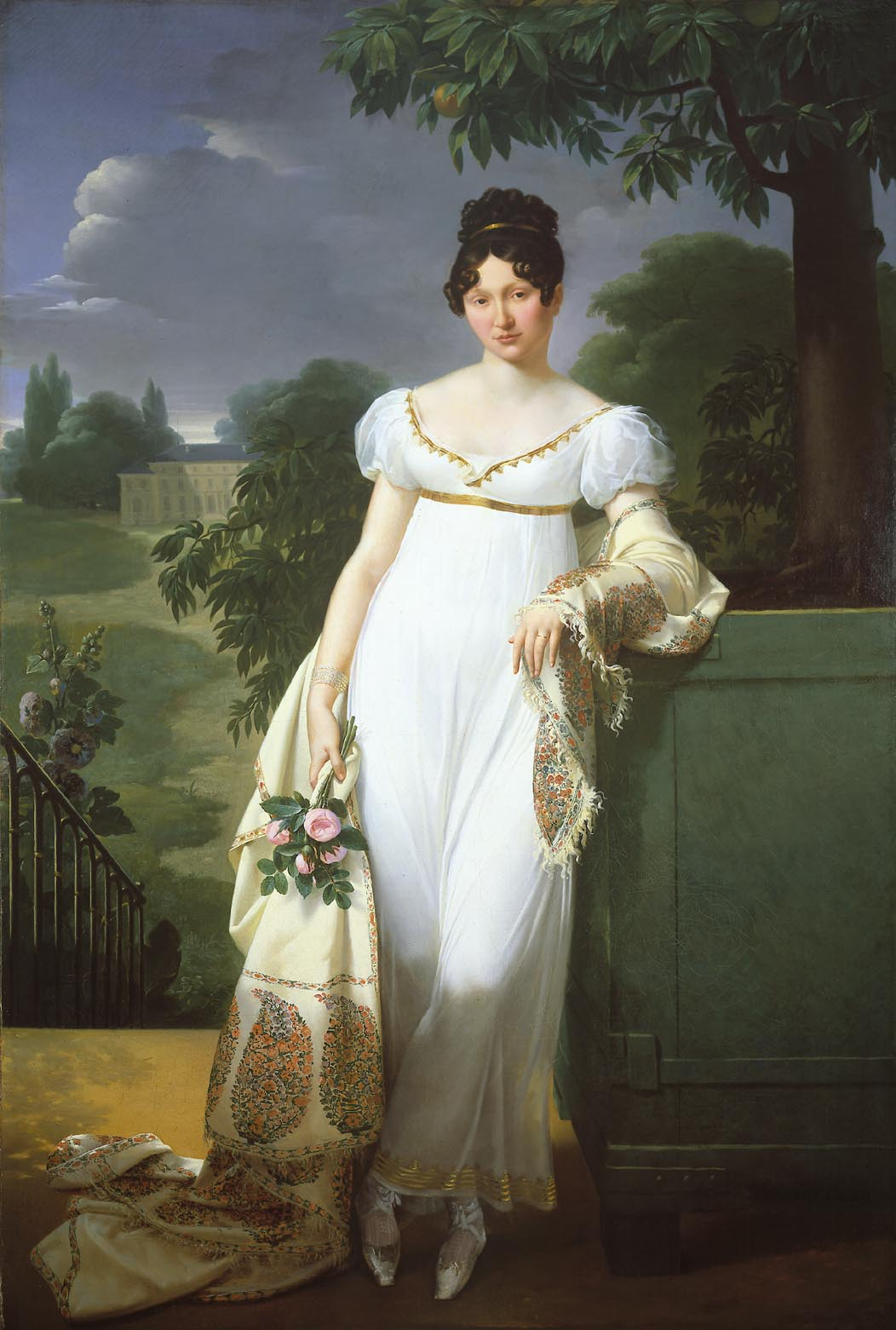
Portret Konstancji de Durfort z 1808 roku autorstwa Merry-Josepha Blondela. Prześwitujące i odsłaniające suknie w stylu empire często uzupełniano szalem lub krótką marynarką w stylu Spencer.

Suknia w stylu empire była strojem modnym w latach 1795–1820. Nazwa nawiązuje do Cesarstwa Francuskiego i Joséphine de Beauharnais, która odegrała dużą rolę w rozpowszechnieniu tego stylu w Europie.

## Opis
Styl ten, będący odejściem od bogactwa i przepychu typowych dla kobiecej mody poprzedniego wieku, cechował się dopasowanym stanikiem kończącym się tuż pod biustem, co tworzyło iluzję wysokiej talii. Suknia miała długą, luźną, marszczoną spódnicę, która otulała sylwetkę, zamiast być unoszoną przez warstwowe halki. Taki krój pozwalał ukryć wystający brzuch, zamaskować szeroką talię oraz podkreślić biust. Dodatkowo optycznie wydłużał sylwetkę.

## Historia

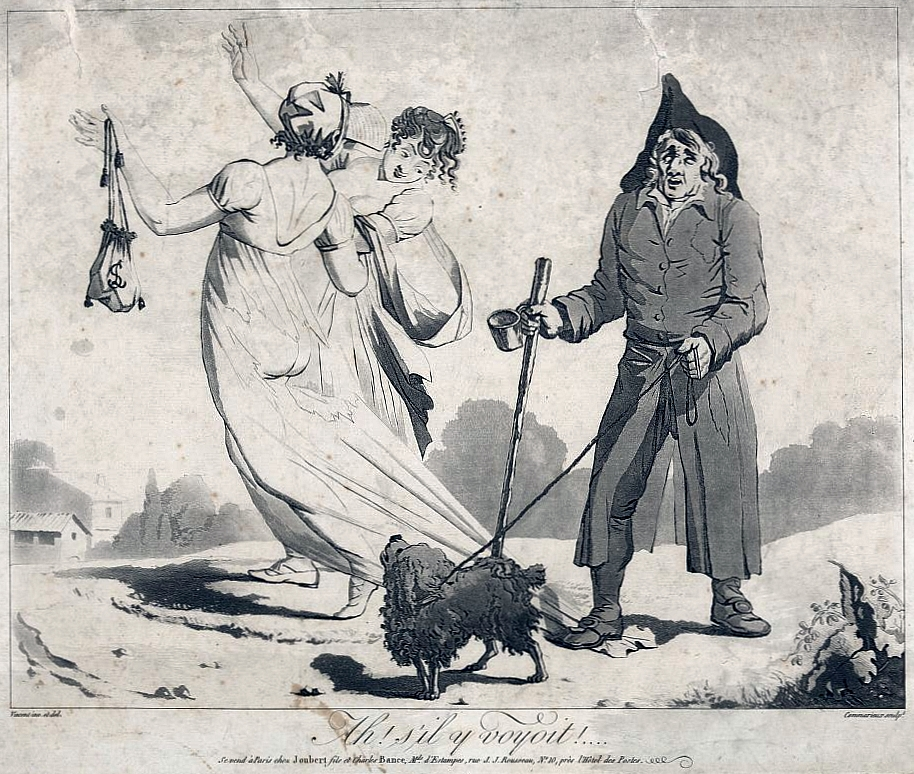
Satyryczna rycina anonimowego twórcy z 1797 r. przedstawiająca przezroczystą suknię w stylu empire, przypadkowo rozerwaną przez „niewidomego”, w wyniku czego ukazuje ona pośladki kobiety zgromadzonej publiczności.

Styl ten narodził się pod koniec XVIII wieku i przypisuje się go neoklasycystycznemu gustowi inspirowanemu sztuką grecko-rzymską, ukazującą kobiety noszące luźne, prostokątne tuniki zwane peplos lub częściej  chiton, które były przepasane pod klatką piersiową, dzięki czemu zapewniały kobietom wsparcie i były lekkim i wygodnym strojem odpowiednim na gorący klimat. W rzeczywistości jego pochodzenie jest o wiele bardziej skomplikowane. Po raz pierwszy nosiła go królowa Francji Maria Antonina, co było nawiązaniem do kultury Antyli, a nie Grecji.
W 1788 roku, tuż przed wybuchem Rewolucji, nadworna portrecistka Élisabeth Vigée Le Brun zorganizowała „grecką kolację”, podczas której ubrała swoje gościnie – Émilie Vernet, Michelle i Laure de Bonneuil, a także córkę i bratową – w proste, białe tuniki inspirowane stylem greckim, wykorzystując do tego rekwizyty ze swojego atelier. Sama artystka miała na sobie bluzkę, a jej głowę zdobiły welon i kwiatowy wianek. Później Napoleon zaczął adaptować ten strój w celach propagandowych, przekształcając jego grecki kontekst na rzymski, by lepiej odpowiadał jego imperialnym ambicjom.
Bardzo lekkie i luźne suknie, zazwyczaj białe i często odsłaniające ramiona – co w ówczesnych czasach uchodziło za szokującą nowość – sięgały od kostek do linii biustu. W tym miejscu znajdował się cienki, wyraźnie zaznaczony pas lub koronka, często w kontrastowym kolorze, oplatająca ciało. Długi szal – prostokątny lub owijany, najczęściej gładki i czerwony, choć na portretach bywał ozdobiony dekoracyjną krawędzią – służył jako ochrona przed chłodem. W pozycji siedzącej, zwłaszcza preferowanej półleżącej lub pochylonej, szal zazwyczaj układano wokół talii lub brzucha.
Fryzura w stylu empire – krótka, najlepiej z lokami – była znacznie mniej kontrowersyjna niż strój i szybko zyskała powszechną akceptację. Nawet na zewnątrz noszono odkryte włosy, co wcześniej było nie do pomyślenia. Tam, gdzie dotąd obowiązywały czepce i inne nakrycia głowy, nawet we wnętrzach, zaczęto stosować delikatne wstążki lub siateczki w stylu greckim do upinania i ozdabiania fryzur.

## Rozpowszechnienie

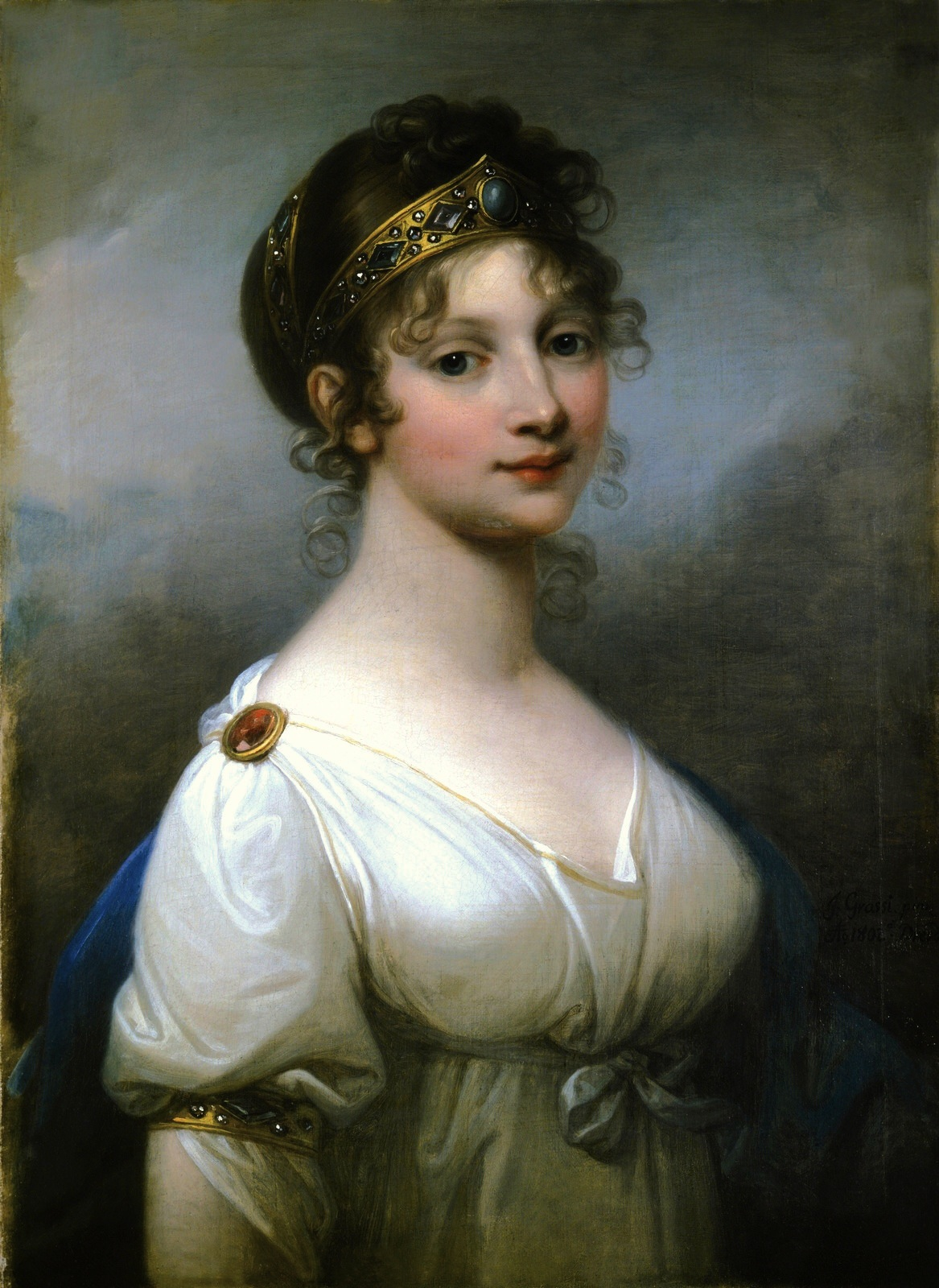
Królowa Luiza Pruska w sukni w stylu empire.

Styl ten, często określany jako „grecki” ze względu na nawiązania do dekoracji znanych z ceramiki i rzeźby klasycznej Grecji, zyskał popularność w Europie Zachodniej i Środkowej, a także na terenach pozostających pod wpływem kultury europejskiej, w ostatnich latach XVIII wieku. Do końca tego stulecia był już powszechnie przyjęty w całej Europie. Wprowadzenie tego trendu doprowadziło do wyraźnego kontrastu w porównaniu z modą lat 70. XVIII wieku, charakteryzującą się cylindrycznym gorsetem modelującym górną część ciała i szerokim dołem z panierami, a uproszczoną, swobodną sylwetką typową dla lat 90.
Zmiana ta była prawdopodobnie częściowo wynikiem wstrząsów politycznych, jakie nastąpiły po rewolucji. Początkowo ramiona pozostawały całkowicie odsłonięte, na wzór starożytnych modeli, jednak od około 1800 roku zaczęto powszechnie nosić krótkie rękawy – początkowo często przejrzyste, jak na Portrecie Madame Récamier autorstwa Davida (1800), a później przybierające formę bufiastą. Styl empire rozwijał się przez cały okres napoleoński aż do początku lat 20. XIX wieku, z czasem stając się coraz bardziej dekoracyjny i złożony, aż ostatecznie został wyparty przez modę na sylwetkę o kształcie klepsydry.
Nawet gdy Francja i Anglia znajdowały się w stanie wojny, angielski styl – nazywany wówczas często „regencyjnym”, a sto lat później w Wielkiej Brytanii określany jako „sylwetka empire” – podążał za ogólnym nurtem mody, dążąc do równie wysokiego położenia talii, jak we francuskim odpowiedniku. Ubrania w tym stylu bardzo często występowały w kolorze białym. Zwłaszcza w początkowym okresie, moda ta stanowiła wyraźny symbol wysokiego statusu społecznego – na noszenie jasnych, łatwo brudzących się tkanin mogły sobie pozwolić wyłącznie kobiety z wyższych sfer.
Moda ta zyskała popularność w Wielkiej Brytanii dzięki Lady Hamilton, która projektowała stroje inspirowane starożytnością i wykorzystywała je do prezentowania stylizowanych póz („postaw”), co wzbudziło sensację w całej Europie. Wysoko umiejscowiona talia sukienek znalazła również odzwierciedlenie w fasonach odzieży wierzchniej, takich jak pelisy. Styl empire, rozwijający się w latach 1795–1820, przyczynił się do powstania ubiorów znacznie mniej obszernych niż te noszone zarówno w XVIII wieku, jak i w kolejnych dekadach XIX stulecia.

## Odnowienie

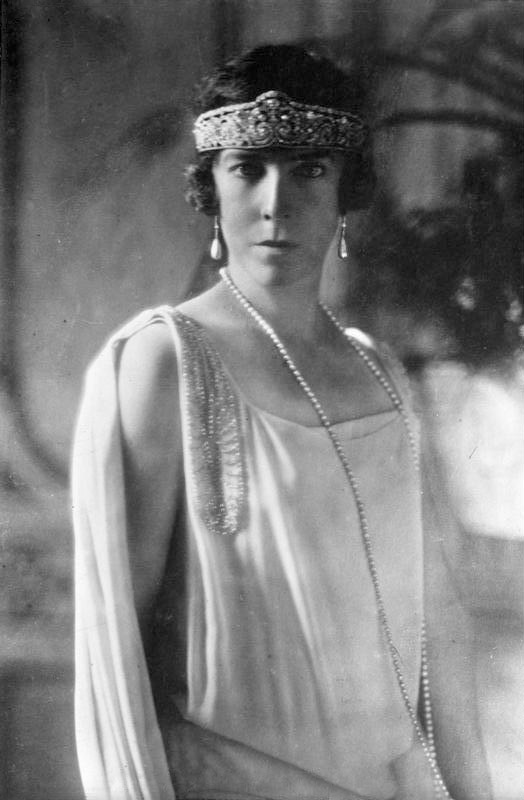
Elżbieta, królowa Belgów, 1920.

W latach 10. XX wieku nastąpiło odrodzenie mody w stylu empire, wzbogaconej o elementy orientalne. Może to odzwierciedlało łagodniejsze normy społeczne tamtego okresu i zapowiadało nadejście bardziej swobodnego stylu La Garçonne, który w latach 20. XX wieku zastąpił ciężkie gorsety charakterystyczne dla początku stulecia.